# Otto Haendler (Theologe)

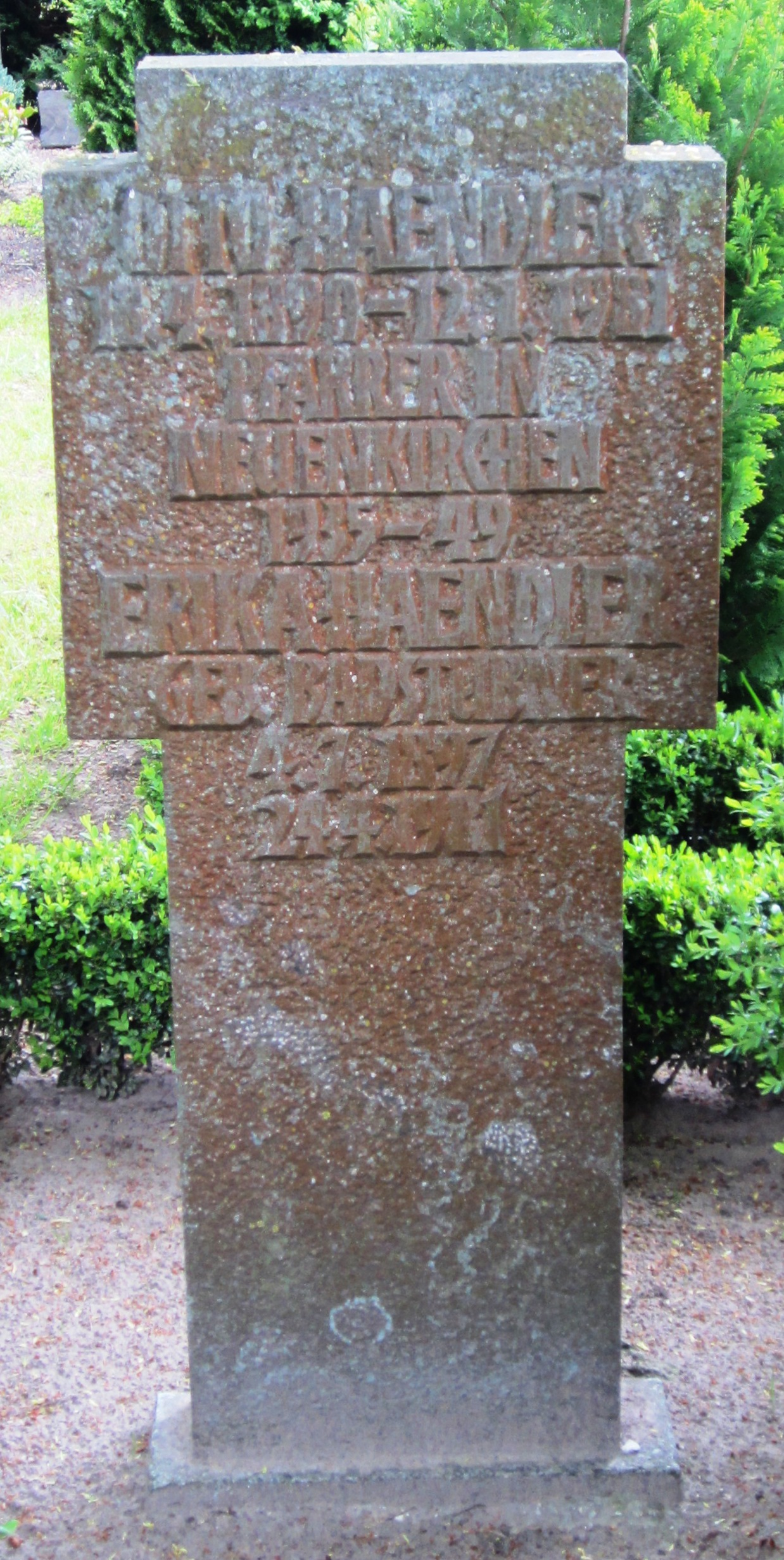
Grabstein der Familie Otto und Erika Haendler in Neuenkirchen

Otto Haendler (* 18. April 1890 in Löwenhagen, Kreis Königsberg; † 12. Januar 1981 in Berlin) war ein deutscher evangelischer Theologe und Hochschullehrer.

## Leben
Otto Haendler war ein Sohn von Wilhelm Haendler (1863–1938), der Pfarrer in Löwenhagen und Bromberg, danach Superintendent von Potsdam und von 1911 bis 1933 Generalsuperintendent von Berlin-Land war.
Otto Haendler legte am Viktoria-Gymnasium in Potsdam 1908 seine Reifeprüfung ab und studierte von 1909 bis 1913 in Berlin und Tübingen Theologie bei Adolf von Harnack, Adolf Schlatter, Karl Holl, Friedrich Mahling  und Reinhold Seeberg. Im Anschluss begann er seine pastorale Ausbildung am Berliner Domkandidatenstift unter der Leitung von Ernst Dryander. Seine Teilnahme am Ersten Weltkrieg unterbrach seine Ausbildung und er erlitt im Kriegsverlauf mehrere schwere Verletzungen, weswegen er 1915 aus dem aktiven Kriegsdienst ausschied. 1916 wurde er von seinem Vater in der Nikolaikirche in Potsdam ordiniert. Nach seiner Hochzeit mit der Krankenschwester Erika Badstübner (1897–1935) im Jahr 1919 wurde er Pfarrer in Gumtow und wechselte 1925 an die St.-Nikolai-Kirche in Stralsund. 1931 übernahm er die Leitung des Stettiner Predigerseminars, die er nach Konflikten mit den Deutschen Christen wieder abgeben musste. Von 1935 bis 1949 war er Pfarrer in Neuenkirchen (bei Greifswald).
Schon 1925 war Haendler in Berlin unter Reinhold Seeberg mit einer Abhandlung zur Christologie des Erlanger Systematikers Franz Hermann Reinhold Frank (1827–1894) zum Lic. Theol. promoviert worden. Von 1927 bis 1931 lehrte er an der Universität Greifswald, wo er sich 1930 mit der Schrift Die Idee der Kirche in der Predigt für Praktische Theologie habilitierte. Nach mehreren Beurlaubungen nahm er 1934 erneut seine Lehrtätigkeit auf. Zu seiner Zuhörerschaft dürfte auch Dietrich Bonhoeffer gehört haben. Von 1935 bis 1937 absolvierte er eine Ausbildung zum Psychotherapeuten. Anfang der 1940er Jahre wurde der Zweite Weltkrieg zunehmend relevant für das Leben Haendlers. So wurde sein Sohn Gert Haendler eingezogen und bis zu 40 Kriegsflüchtlinge fanden in seinem Pfarrhaus in Neuenkirchen Zuflucht. Nach dem Ende des Zweiten Weltkriegs wurde er außerordentlicher und 1946 ordentlicher Professor für Praktische Theologie an der Universität Greifswald. Zudem wurde er 1945 auf das Amt des Universitätspredigers berufen. Von 1951 bis zu seiner Emeritierung 1959 war er Professor für Praktische Theologie an der Humboldt-Universität zu Berlin. Noch bis zum Herbstsemester 1966/67 hielt er dort Lehrveranstaltungen.

## Theologie
Für Otto Haendler ist Praktische Theologie die Wissenschaft von der Kirche als Organismus. Aufgrund der Relation von Organ und Organismus hat es die Praktische Theologie in seinen Augen mit einem hochgradig komplexen Gegenstandsbereich zu tun, der eine  „Strukturtheologie der Kirche“ notwendig macht. Grundlagen für ein solches Verständnis von Theologie und konkrete Ansatzpunkte für das geforderte strukturtheologische Arbeiten hat Haendler in seinem Grundriss der Praktischen Theologie entwickelt.

„Jedes lebendige Ganze ist einmal in sich lebendig und insofern Organismus. Zugleich aber ist es als solcher Organismus nur in einem größeren Ganzen, das wiederum in sich Organismus ist, und in diesem ist es Organ. [...] Die Struktur der Kirche ist vollständig umschrieben mit der doppelten und zusammengehörigen Aussage, dass sie zugleich Organismus und Organ ist. Ihre Struktur ist nicht schon erschöpft darin, dass wir sie nach allen Richtungen hin als Organismus erkennen. Es gehört wesentlich zu ihrer Struktur, dass sie zugleich Organ ist."“

Indem die von ihm geforderte Strukturtheologie stets die komplexen, lebendigen Strukturen
der Kirche ganzheitlich in den Blick nimmt, verhält sie sich kritisch zu einer Verkürzung der praktisch-theologischen Arbeit auf Anwendungsfragen.
Haendler gilt als einer der Väter der Pastoralpsychologie. In seiner psychologisch informierten Predigtlehre wird der Begriff „Pastoralpsychologie“ zwar noch nicht explizit verwendet. Haendler beförderte mit dem Werk Die Predigt (1941) aufgrund der besonderen Anlage des Buches aber eine entsprechende Disziplin: Die Betonung der Bedeutung der Subjektivität des Predigers gilt als Kennzeichen des Werkes. Er verfolgte darin das Anliegen einer deutlichen Stärkung des Verhältnisses von Theologie und Psychologie.

## Werkedition
Seit 2015 erscheinen die Bände der Werkedition „Otto Haendler. Schriften und Vorträge zur Praktischen Theologie“ (OHPTh) in der Evangelischen Verlagsanstalt (Leipzig).  Gefördert wurde diese fünfbändige kommentierte Edition seiner Schriften von der Deutschen Forschungsgemeinschaft (DFG). Herausgeber der Edition ist der Praktische Theologe Wilfried Engemann. Das Ziel der Edition besteht darin, die Praktische Theologie Haendlers unter systematischen Gesichtspunkten im fachtheoretischen und historischen Zusammenhang zugänglich zu machen. Sie greift dabei auf bereits veröffentlichte, unveröffentlichte und verschollengeglaubte Texte gleichermaßen zurück. Zum vor der Edition noch unveröffentlichten Material gehört etwa Haendlers Habilitationsschrift Die Idee der Kirche in der Predigt (1930), in der Haendler eine systematisch-theologische Auseinandersetzung mit der Wort-Gottes-Theologie wagt. Außerdem wird in der Edition die Rezeptionsgeschichte von Haendlers Schriften im Rahmen von Einleitungen zu den einzelnen Texten nachgezeichnet.

## Schriften (Auswahl)
- Evangelisches Christentum. Dargestellt aufgrund der Erklärungen D. Martin Luthers zu den fünf Hauptstücken des Kleinen Katechismus in 12 Predigten. Stralsund 1929.
- Die Idee der Kirche. Berlin 1930.
- Die Predigt. Tiefenpsychologische Grundlagen und Grundfragen. Berlin 1941, 3. Aufl. 1960.
- Angst und Glaube. Berlin 1952, 2. Aufl. 1953, 3. Aufl. 1954.
- Das Leib-Seele-Problem in theologischer Sicht. Berlin 1954.
- Petrus. Vom Überkommenen zum Überkommenden. Berlin 1954.
- Grundriss der Praktischen Theologie. Berlin 1957.
- Tiefenpsychologie, Theologie und Seelsorge. Göttingen 1971, ISBN 978-3-525-62140-0.
- Meditation als Lebenspraxis. Göttingen 1977, ISBN 3-525-63339-4.
- Otto Haendler. Schriften und Vorträge zur Praktischen Theologie (= OHPTh), herausgegeben von Wilfried Engemann, Leipzig: 2015ff.
  - Praktische Theologie. Grundriss, Aufsätze und Vorträge (= OHPTh 1), Leipzig 2015, ISBN 978-3-374-03138-2.
  - Homiletik. Monographien, Aufsätze und Vorträge (= OHPTh 2), Leipzig 2017, ISBN 978-3-374-03139-9.
  - Seelsorge. Monographien, Aufsätze und Vorträge (= OHPTh 3), Leipzig 2019, ISBN 978-3-374-03140-5.
  - Praxis des Christentums. Predigten und Kasualansprachen (= OHPTh 5), Leipzig 2020, ISBN 978-3-374-03142-9.